# 萧明 (1896年)
萧明（1896年12月—1959年1月），原名萧鸣，化名晓明、萧振声、萧筱文、彭明等，男，湖南新田人，中国政治人物，曾任北京市工会联合会主席，北京市政协副主席，第二届全国政协委员。

## 生平
萧明是湖南省新田县枧头乡上富柏村人.1916年考入位于衡阳的湖南省立第三师范学校，追随蒋先云参加学生运动，任湘南学联常务委员。1919年春报名参加保定育德中学留法班，1919年冬留法勤工俭学，参与“二八运动”、“拒款斗争”、占领里昂中法大学的斗争，1921年10月14日与蔡和森、李立三、陈毅等104名留法学生被驱逐回国。1922年初到北京拜见了李大钊，经邓中夏、陈为人介绍加入中国共产党，1922年春到长辛店从事工人运动，参加中国劳动组合书记部北方区分部的工作，参与编辑《工作周报》，参与组织发动二七大罢工，经历了1922年至1923年中国工人运动的第一个高朝。1922年秋，因工作需要，考入北京中法大学读书为社会身份，并组建中法大学陆谟克学院中共支部（海淀区历史上第一个中共支部）担任支部书记、学生会主席，发展了陈毅等3人入党。1924年秋受中共北方区委派遣，入莫斯科东方大学学习，任党小组长、共青团指导员。1926年秋与邓小平、李大章、潘自力等20多人回国，到五原县任冯玉祥国民军总政治部（部长刘伯坚）副部长、总政治部党团书记。
1927年冯玉祥清党，礼送中共党员离开，1927年9月化名彭明以中学教师身份任中共渭南县委书记。1928年3月，成立中共陕东特委任委员负责组织工作。1928年5月，参与发动渭(南)华(县)起义。1928年8月去上海党中央。1928年冬被派到天津，任中共顺直省委委员。1929年任中华全国总工会秘书长。1929年秋被选为中共顺直省委军委委员。1930年任中共北平市委书记。1931年春参与过六届四中全会后反对王明的活动。1931年任北平特科(北方政治保卫局)组织部部长，化名“萧筱文”以朝阳大学教员兼民国大学附中主任身份工作。1933年帮助冯玉祥组织察哈尔民众抗日同盟军。1934年到上海工作。1935春调天津的北方局负责联络工作，兼任河北临时省委组织部部长兼铁路工作委员会书记。1936年调北方局联络局，后受中央派遣与张经武作为中共秘密代表到第二十九军军部秘书处工作。
抗日战争时期，1937年10月受北方局命令经西安到延安，在汇报主持“北平特科”工作情况时，康生以其重用托派分子张慕陶为由关押审查1年。1938年经刘少奇说明缘由后被解除关押，任中国人民抗日军政大学任马列主义和政治经济学理论教员。1938年12月与彭真赴晋察冀边区工作，由刘少奇将其更名为萧明。1939年后历任中共北方分局教育委员会任书记、宣教委员会副书记兼管晋察冀分局党校工作；1942年后历任晋察冀边区政府工矿局副局长，兼边区政府总支部组织委员，开发建设阜平县北部炭灰铺煤炭，解决根据地经济困难。1944年任冀察区总工会主任。
解放战争时期任张家口市委书记兼张家口市总工会主任，张家口地下市委书记，中共察哈尔省委城工部部长兼敌工部部长。
1948年12月17日任北平市委工委书记。1949年1月任北平市总工会筹备负责人。与杨成武、唐延杰、唐永健、刘仁等担任开国大典副总指挥。后历任北京市总工会副主席、主席兼党组书记、北京市政协副主席等职。

## 家庭
妻子赵铃（赵世昭）：北平求知学校教员，“北平特科”成员